# Olov Modig
Olov Modig, född 17 april 1967, är en svensk ishockeyspelare (målvakt). Han är bror till Lars Modig och far till Mattias Modig.
Olov Modig kom fram i Luleå HF och stod vid målet från början av en match i Elitserien säsongen 1986/1987. Året efter bytte han till lokalrivalen Bodens IK i dåvarande näst högsta serien, Division I. Åren efter Modigs ankomst till Boden hade klubben något av en storhetstid med kvalifikation för allsvenskan i ishockey och spelade kvalificeringsmatcher till elitserien flera säsonger i rad. Klubben var två säsonger väldigt nära att avancera till högsta serien men misslyckades i sista matchen.
Modig var Bodens IK trogen fram till säsongen 1996/97 då han provade spel utomlands i franska högsta ligan med HC Reims i ett år varefter han återvände till Boden. Hans sista säsong blev 1999/2000 efter totalt tolv säsonger med BIK. Vid ett par tillfällen i karriären lånades han även ut till Luleå HF som andremålvakt i vissa matcher.